# Iris Haschek
Iris Marlene Haschek (* 29. März 1982 in Graz) ist eine österreichische Filmproduzentin, Filmemacherin und Journalistin.

## Leben
Haschek wurde als Tochter von Claudia Zinko in Graz geboren und wuchs in Thal bei Graz (Steiermark) auf.
Nach ihrer Matura 2000 an der auf Kunst und Design spezialisierten Ortweinschule Graz studierte sie Theater- und Medienwissenschaften an der Universität Wien. Seit 2009 ist Iris Haschek im Fernseh- und Filmjournalismus tätig. Zunächst arbeitete bei Tellux-Film als Produktionsassistenz und Junior Producer, und seit 2011 als Producerin bei der ehemaligen Wiener Filmproduktionsfirma makido film. Von 2011 bis 2015 verantwortete Iris Haschek internationale Fernsehdokumentationen, die mehrheitlich mit öffentlich-rechtlichen Fernsehsendern hergestellt wurden; unter anderem mit dem ORF, dem ZDF, 3sat, arte, mit der RAI oder dem Schweizer Rundfunk. Sie war auch für Produktionen verantwortlich, die mit Privatfernsehanbietern wie Servus TV, Schau TV oder W24 realisiert wurden.
2015 gründete sie die Film- und Fernsehproduktionsfirma Inspiris Film, deren Alleingeschäftsführerin und -gesellschafterin sie ist. Sitz des Unternehmens ist in Wien.
Neben ihrer Tätigkeit als Produzentin gestaltet sie TV-Formate als Autorin und Regisseurin und entwickelt Formate.
Die inhaltliche Ausrichtung ihrer Produktionen liegt in ethischen, sozialen, historischen oder politischen Fragestellungen, mit einem Schwerpunkt auf besonderen Frauenfiguren. So gestaltete Iris Haschek einen Film über Margarete Schütte-Lihotzky, verantwortete einen Film über Ella Lingens und arbeitet an einer Dokumentation über Maria, der Mutter des Jesus.
Sende- und Koproduktionspartner für ihre Filme sind beispielsweise der ORF, 3sat,  SRG und RAI.
Neben den TV-Partnern kooperiert Iris Haschek mit etlichen Bildungseinrichtungen wie dem BMBF,  Matthias-Film und VsUM. Dementsprechend werden nahezu sämtliche TV-Dokumentationen von Inspiris Film für den Bildungsbereich aufbereitet und in entsprechenden Fassungen im Schulunterricht eingesetzt. Auch produziert Iris Haschek die Flyer und Videos für die Initiative mental health days. Zusätzlich produziert und moderiert sie, in Kooperation mit Golli Marboe, den Podcast "mental health radio".
Gemeinsam mit dem Komponisten und Musiker Michael Pogo Kreiner betreibt Iris Haschek den Musik- und Formatentwicklungsverlag Sound Trek 42, dessen Geschäftsführung sie auch innehat.

## Mitgliedschaften
- Gesellschaft katholischer Publizisten Deutschlands
- Verband katholischer Publizistinnen und Publizisten Österreichs

## Filmografie (Auswahl)

### Als Produzentin, Autorin und Regisseurin
- 2019: Diana B. (AT)
- 2019: Öffentlich-rechtlicher Rundfunk und seine Rolle in der Demokratie (AT)
- 2019: Maria, die Mutter des Jesus (AT)
- 2018: Österreich der Künstler, 4-teilige Dokumentationsreihe mit Gerhard Haderer, Robert Palfrader, Kristina Sprenger, Johanna Doderer, ORF III, Kultur Niederösterreich, Kultur Vorarlberg
- 2018: Im Dreieck der Macht,[4] ORF III, BMBF
- 2017: Margarete Schütte-Lihotzky – Architektin, Kommunistin, Widerstandskämpferin,[5] Dokumentation, ORF, Nationalfonds Österreich, Zukunftsfonds Österreich, BMEIA Österreich

### Als Produzentin
- 2018: Friedrich Wilhelm Raiffeisen – Die Kraft einer Idee,[6] Spieldokumentation, IRU, ORF, Rai Südtirol, Bundesministerium für Bildung, Bibel TV
- 2018: Raiffeisen: Friedrich, Amalie und eine Idee,[7] Spieldokumentation, IRU, SRF
- 2017: In nackter Gesellschaft – Trude Fleischmann,[8] Dokumentation, ORF III
- 2017: Louise Piëch – Österreichs Porsche-Chefin,[9] Dokumentation, ORF III
- 2017: Hedy Lamarr – Die österreichische Hollywood-Legende,[10] Dokumentation, ORF III
- 2017: Geschichte und Zukunft des Journalismus: 3 Filme für den Schulunterricht, 1 TV-Dokumentation, ORF III, BMBF
- 2016: #Generation „Gefällt mir“: 5 Filme für den Schulunterricht, 1 TV-Dokumentation, ORF III, Matthias-Film, BMBF
- 2016: Kulturhauptstädte Europas: 10-teilige Dokumentationsreihe, ORF III, Planet, Rai, W24
- 2016: Du bist nicht tot! ¡No estás muerte!: Musikvideo
- 2015: Papa hat sich erschossen. Saskia Jungnikl, Dokumentation, 3sat, Spiegel TV
- 2015: Ella Lingens – Die Macht der Entscheidung. Gerechte unter den Völkern, Dokumentation, ORF III, Planet TV, Bibel TV, Kultur Niederösterreich, Nationalfonds, Zukunftsfonds
- 2015: Dorothea Neff – Gerechte unter den Völkern, Dokumentation, ORF III, Planet TV, Bibel TV, Kultur Niederösterreich, Nationalfonds, Zukunftsfonds
- 2015: Paul Grüninger – Gerechte unter den Völkern, Dokumentation, ORF III, Planet TV, Bibel TV, Kultur Niederösterreich, Nationalfonds, Zukunftsfonds
- 2015: Franz Leitner – Gerechte unter den Völkern, Dokumentation, ORF III, Planet TV, Bibel TV, Kultur Niederösterreich, Nationalfonds, Zukunftsfonds

### Als Producerin
- 2014: Sturm auf die Berge / Abenteuer Alpen,[11] Dokumentation, ARD, HR, ORF
- 2014: Wir spielen so lange wir können! 125 Jahre Volkstheater Wien, Dokumentation, ORF, 3sat
- 2014: Die Gerechten unter den Völkern – Retter und Helfer im Nationalsozialismus,[12] Dokumentation, ZDF info, Deutsche Welle, ORF, Holocaust-Gedenkstätte Yad Vashem
- 2013: Liedestoll – Angelika Kirchschlager und Konstantin Wecker, Dokumentation, 3sat, ORF
- 2013: Geister, die sich scheiden – Richard Strauss und Kurt Weill, Dokumentation, 3sat, ORF
- 2013: Diplomatische Liebschaften – Die Mätressen des Wiener Kongresses,[13] Spieldokumentation, ORF, ZDF arte, ZDF info
- 2013: Mythos Gerechtigkeit, Dokumentation, 3sat, ORF
- 2013: Wagner vs Verdi, 6-teilige Dokumentationsreihe, ZDF arte
- 2013: Wahnsinn, Wagner!,[14] Dokumentation, ZDF
- 2013: Der fünfte Akt des Lebens, Dokumentation, 3sat, ORF
- 2013: Jesus und die verschwundenen Frauen,[15] Dokumentation, ORF, ZDF, SRF
- 2012: Die Papstmacher, Dokumentation, ORF
- 2012: Diese verfluchten Stunden am Abend – Häftlingsbordelle im KZ,[16] Dokumentation, 3sat, ZDF info, MDR
- 2012: Georg Kreisler gibt es gar nicht, Dokumentation, ZDF arte, ORF III
- 2012: Georg Kreislers Stolpersteine: 15 Musikvideos, Arte Live Web
- 2012: Cultus – Der Feiertag im Kirchenjahr,[17] 26-teilige Dokumentationsreihe, ORF III, Kultur Niederösterreich, Verband männlicher Orden Österreichs
- 2012: Campo Santo, Dokumentation, Servus TV
- 2011: Die sieben Häupter des Johannes, Dokumentation, ZDF
- 2011: Gitta Saxx – Ich suche meinen Vater,[18] Reportage, Puls 4
- 2011: Klostergeheimnisse,[19] 12-teilige Dokumentationsreihe, Servus TV